# Operațiunea Gladio
Colaborând cu numeroase agenții de spionaj din Europa de Vest via NATO, CIA a creat după al doilea război mondial, o rețea de armate secrete "în spatele liniilor" (Stay-behind). Scopul principal al acestor structuri paramilitare a fost destabilizarea organizațiilor de stânga din statele respective, prin operațiuni sub acoperire Steag fals.
Cea mai renumită dintre acestea, prima despre care au fost făcute dezvăluiri complete, a fost Operațiunea Gladio (gladius=sabie) care a funcționat în Italia.
În Italia, la sfârșitul anilor `70, serviciile secrete s-au folosit de Operațiunea Gladio pentru a pune la cale atentate prin care să discrediteze mișcarea socialistă italiană care, la vremea respectivă, deținea un loc important în Parlament. 
Existența structurii Gladio a fost dezvăluită abia la începutul anilor 1990 de către fostul premier italian Giulio Andreotti care a confirmat că „armata italiană din spatele frontului numită Gladio” a existat începând cu 1958 cu aprobarea guvernului italian.

## Nașterea Operațiunii Gladio
Unitatea italiană a armatei din spatele frontului, Operațiunea Gladio, a fost organizată în 1950 de generalul Giovannni de Lorenzo, șeful Serviciului Militar Italian de Informatii (SMIF). Operațiunea Gladio a funcționat în cadrul Serviciului de Informații al Forțelor Armate (SIFAR), și era formată din 1000 de oameni în mare parte anticomuniști, luptători de guerilă și spioni, foști membri ai poliției secrete a lui Mussolini. O bază de antrenament a fost stabilită în Sardinia și un număr mare de arme și muniție a fost ascuns în nordul Italiei. 
Începând cu 1970, comunismul lua amploare în Italia iar guvernul a apelat la strategia de "creare a tensiunilor" folosind rețeaua Gladio și atacul preventiv asupra comuniștilor. 

## Acțiunile Gladio
Operațiunea Gladio a fost implicată în anul 1964 în lovitura de stat italiană când generalul Giovanni De Lorenzo a forțat miniștrii socialiști să părăsească guvernul. 

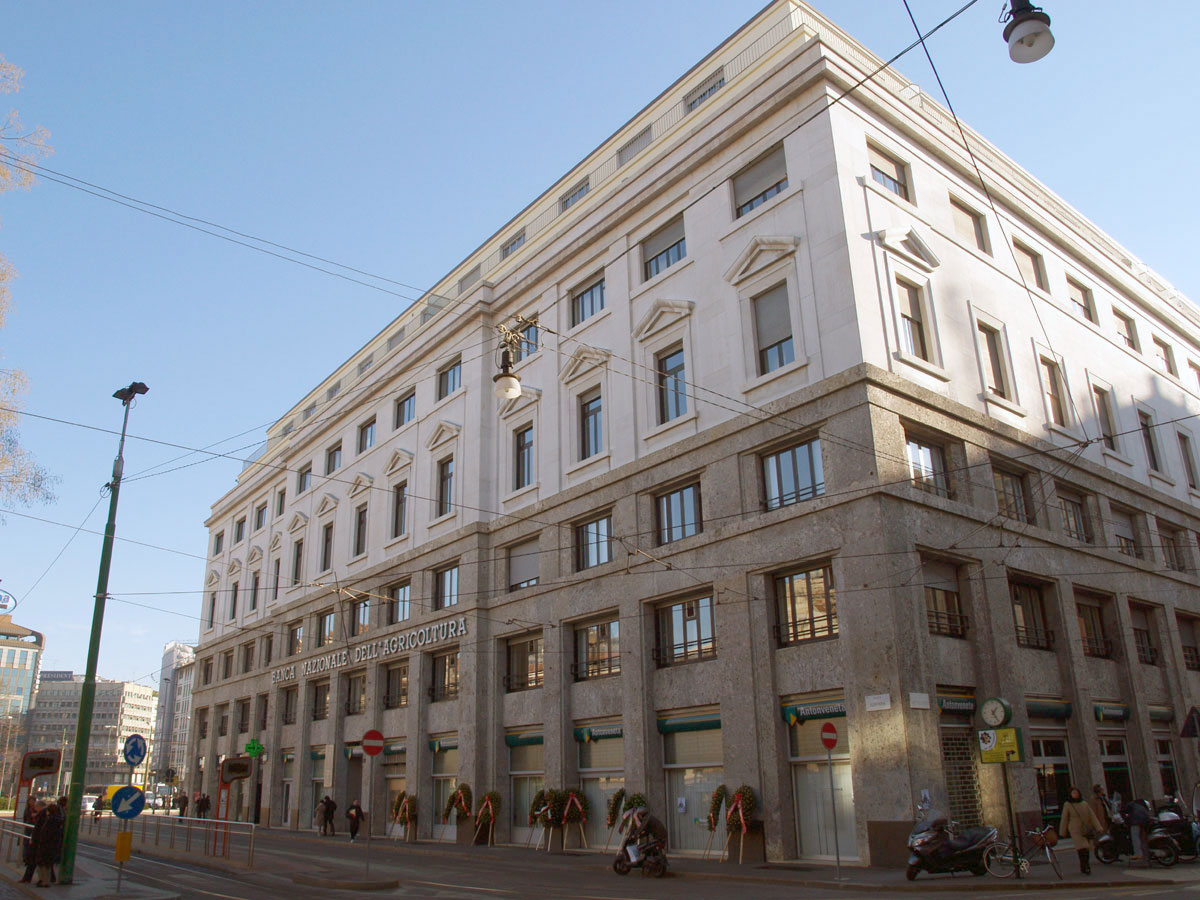
Banca Națională Agrara din Piazza Fontana

### Piazza Fontana
La 12 decembrie 1969 o bombă a explodat la Banca Națională Agrara din Piazza Fontana, Milano ucigând 17 și rănind alți 88. În după amiaza aceleiași zile, alte trei bombe au explodat în Milano și Roma. 

### Asasinarea lui Aldo Moro
Aldo Moro care a îndeplinit funcția de prim ministru în perioadele 1963-1968 și 1973-1976, a fost ucis în 1978 în timp ce era încă politician în cadrul Partidului Creștin Democrat. A fost răpit în drum spre Parlament unde urma să inaugureze noul guvern pentru care negociase să fie susținut de Partidul Comunist Italian începând cu 1947. 
La scurt timp după moartea lui Moro, jurnalistul italian Mino Pecorelli, și-a exprimat în 1978 suspiciunea că moartea lui Moro ar fi avut legatură cu Operațiunea Gladio. El a afirmat că moartea lui Moro se datorează unei "super-puteri lucide". La un an după moartea lui Moro, Pecorelli a murit împușcat la Roma. 

### Exploziile de la Bologna
În dimineața zilei de 2 august 1980, o bombă a explodat la Gara Bologna unde au murit 80 persoane și au fost rănite mai mult de 200. În 1988, patru extremiști de dreapta au fost condamnați la închisoare pe viață. Alți doi acuzați au fost condamnați pentru devierea investigațiilor. 

## Raport asupra Operațiunii Gladio
Guvernul italian a elaborat în 2000 un raport de 300 pagini asupra Operațiunii Gladio. În examinarea absenței arestărilor celor implicați direct în atentatele teroriste din Italia, raportul afirma: „aceste masacre, aceste explozii, aceste acțiuni militare au fost promovate, organizate sau susținute de persoane din interiorul instituțiilor de stat italiene precum și de persoane în legatură cu serviciile secrete americane”.